# Wolfgang Klemperer

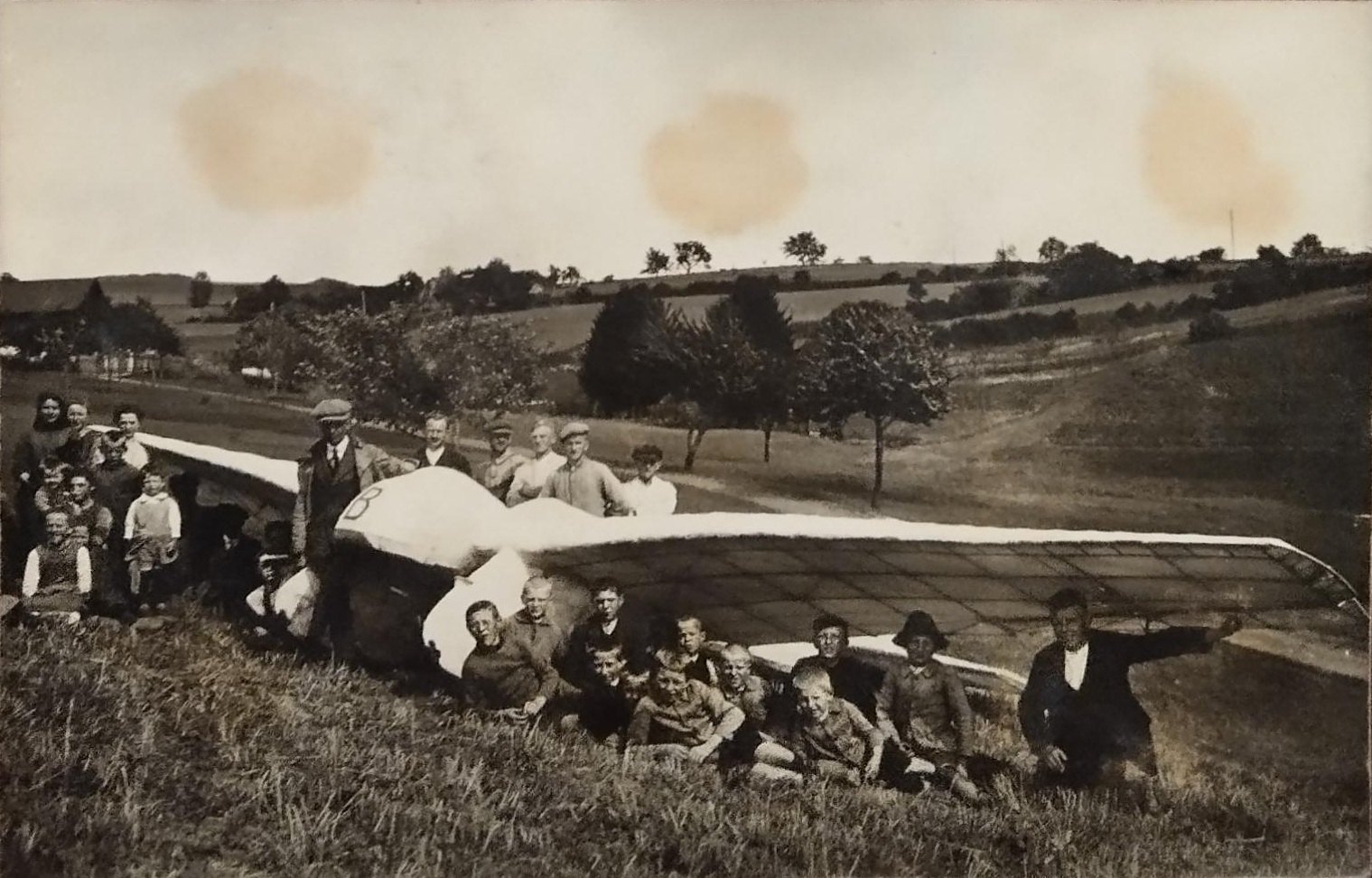
Wolfgang Klemperer an der „Blauen Maus“ nach seinem Rekordflug am 30. August 1921

Wolfgang Benjamin Klemperer (* 18. Januar 1893 in Dresden; † 25. März 1965 in Los Angeles, Kalifornien) war ein Luft- und Raumfahrt-Wissenschaftler und Ingenieur, der zu den Pionieren der frühen Luftfahrt zählt.

## Leben

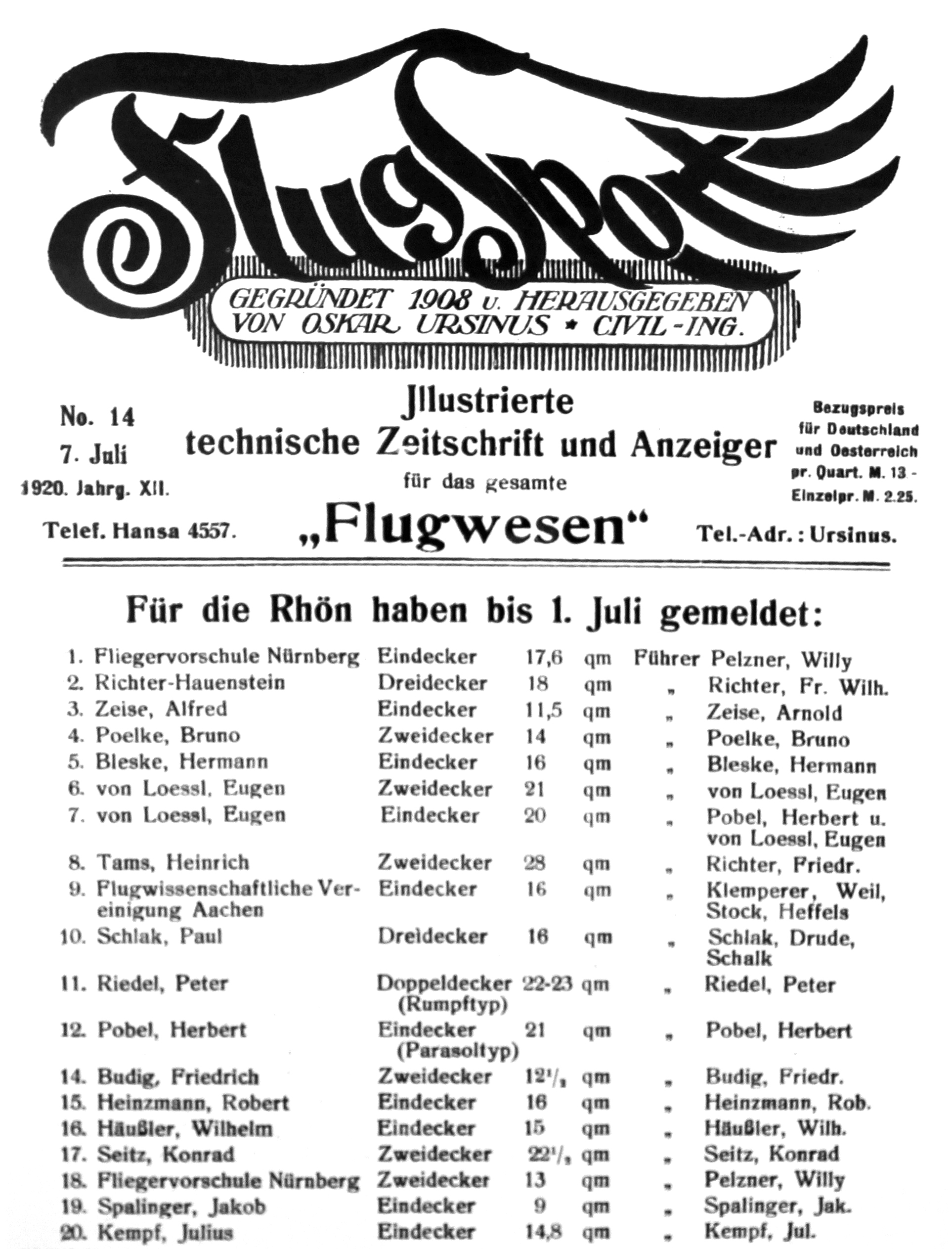
Meldeliste für die Rhön 1920 in der Flugsport; Klemperer startete für die Flugwissenschaftliche Vereinigung Aachen

Wolfgang wurde als Sohn der österreichischen Staatsangehörigen Leon und Charlotte Klemperer in Dresden geboren. Nach der Grundschule baute er bereits 1912 sein erstes Fluggerät mit Motorantrieb. Im Ersten Weltkrieg absolvierte er 1916 die Fliegeroffiziersschule der k.u.k. Luftfahrtruppen in Wiener Neustadt und kam als Beobachter an die Isonzofront, wo er 43 Einsätze durchführte. Im Anschluss erfolgte seine Versetzung zum Wiener Flieger-Arsenal, wo er unter anderem ein Bombenzielgerät entwickelte. Bei Kriegsende wurde er in Aspern zum Piloten ausgebildet. Er wurde als Offizier dreimal ausgezeichnet.
Nach seiner Militärzeit studierte Klemperer an der Technischen Hochschule Dresden und war dort bis zu seiner Graduierung zum Diplomingenieur im Flugtechnischen Verein Dresden (FVD) aktiv.
Als Diplomingenieur wechselte er 1920 an die RWTH Aachen und wurde im Bereich Luftfahrt- und Raketenforschung Assistent von Theodore von Kármán. Im Jahr 1920 gewann er beim ersten Rhön-Segelflugwettbewerb auf Schwatze Düvel mit Flügen am 4. September 1920 in den Kategorien größte Weite (Flugstrecke 1830 m) sowie längster Flug (Flugdauer von 2 Min. 23"5 Sek.) und erhielt im folgenden Jahr das Segelflieger-Zertifikat mit der Nr. 1 für den längsten Flug, einen 13-minütigen Überlandflug mit der Blauen Maus am 30. August 1921. Er flog dabei länger als Orville Wright (Flugdauer 9:45 min am 24. Oktober 1911 in Kitty Hawk) und Hans Gutermuth (Flugdauer 1:52 min am 22. Juli 1912 auf der Wasserkuppe) zuvor. Klemperer war an der Gründung der Flugwissenschaftlichen Vereinigung Aachen beteiligt.
Klemperer wurde 1922 Leiter der Forschung und Entwicklung bei Zeppelin in Friedrichshafen; er war maßgeblich an der Planung des Luftschiffes LZ 126 („USS Los Angeles“) sowie an dessen Flugtests auch in den USA beteiligt.
Nach seiner Promotion zum Dr.-Ing. an der RWTH Aachen übersiedelte er 1924 in die USA und begann eine Tätigkeit bei der Good Year Zeppelin Corporation in Akron. Von 1936 an arbeitete er für die Douglas Aircraft Company. In dieser Zeit war er auch Vorsitzender der kalifornischen Segelfluggesellschaft.
1958 wurde er Direktor bei McDonnell Aircraft Corporation und leitete die Lenkflugkörper-Forschungsabteilung. Durch seine zahlreichen Publikationen und Vorträge auf dem Gebiet wurde er zu einem weltbekannten Raketenwissenschaftler.
Klemperer erhielt zahlreiche Ehrungen und Auszeichnungen wie zum Beispiel die Ehrendoktorate der Technischen Universität Wien, des American Institut für Luft- und Raumfahrt, der American Astronomical Society und der British Interplanetary Society.
Im Laufe seiner Karriere veröffentlichte er regelmäßig unter seinem Kurznamen „WB Klemperer“ in Fachzeitschriften der Aerodynamik, Raumfahrt und Navigation, sowie zu Segelflugzeugen. Klemperer war auch Inhaber zahlreicher US-Patente.